# Barichneumonites sphaeriscutellatus
Barichneumonites sphaeriscutellatus là một loài tò vò trong họ Ichneumonidae.